# Yasuo Kuwahara
Yasuo Kuwahara född 1946 i Kobe, Japan, död 2003, var en japansk mandolinist och kompositör för zupfmusik, en tysk term för musik med knäppinstrument som gitarr eller mandolin. Han var engagerad i olika musikaliska institutioner och organisationer. Dessutom undervisade han i komposition och konstnärligt mandolinspel både i Japan och i Europa.
Efter studier i mandolin hos professor Kinuko Hiruma i Japan blev han främst känd för sina musikaliska solobearbetningar och sin utstickande spelteknik. Genom sin europeiska debut vid en zupfmusikfestival i Mannheim, Tyskland år 1982 uppmärksammades han av europeiska zupfmusiker. Efter sitt uppträdande 1983 i Providence, USA, blev Yasuo Kuwahara också känd i Nordamerika. Efter detta vann han mer och mer erkännande och berömmelse inom zupfmusikens område. Hans kompositioner för zupforkester uppförs ofta vid konserter. Han komponerade också verk för kammarensembler och för solister.

## Kompositioner
Yasuo Kuwaharas uttrycksfulla kompositioner har ofta en historia att berätta. The Song of Japanese Autumn beskriver exempelvis tidig höst med trädens kamp mot tiden, innan en höststorm med häftiga skyfall drar fram, tills vädret lugnar ned sig i slutet av stycket. Yasuo Kuwahara flätar ofta in modern spelteknik i sina kompositioner. Framför allt märks detta i hans orkesterverk Novemberfest, där han ensam i första mandolinstämman lagt in sju olika perkussiva effekter. Man kan säga att han använder mandolinen som slaginstrument i dessa partier.
I sina kompositioner använder sig Yasuo Kuwahara av element från samtida konstmusik, som exempelvis minimalism. Ett bra exempel på detta är stycket Jenseits des Regenbogens (Beyond the Rainbow), i de långa passagerna förekommer bara tillfälliga lätt varierade sekvenser återkommande, varvid likartade sekvenser från övriga stämmor läggs ovanpå som synkoper.
Karakteristiskt för Yasuo Kuwaharas musik är långa uttrycksfulla tremolopassager, vilket är vanligt förekommande i japansk zupfmusik.